# Canton de la Ferté-Bernard
Le canton de la Ferté-Bernard est une division administrative française située dans le département de la Sarthe et la région Pays de la Loire.
À la suite du redécoupage cantonal de 2014, les limites territoriales du canton sont remaniées. Le nombre de communes du canton passe de 13 à 26.

## Géographie
Ce canton est organisé autour de La Ferté-Bernard dans l'arrondissement de Mamers. Son altitude varie de 72 m (Villaines-la-Gonais) à 236 m (Théligny) pour une altitude moyenne de 120 m.

## Histoire
Par décret du 24 février 2014, le nombre de cantons du département est divisé par deux, avec mise en application aux élections départementales de mars 2015. Le canton de la Ferté-Bernard est conservé et s'agrandit. Il passe de 13 à 26 communes.

## Représentation

### Conseillers d'arrondissement (de 1833 à 1940)
| Période                                  | Période      | Identité         | Étiquette | Qualité |
| ---------------------------------------- | ------------ | ---------------- | --------- | --- |
| 1833                                     |              | M. Beauvais      |           | Maire de Cherré                                                                                             |
|                                          |              |                  |           | |
|                                          | 1911 (décès) | Auguste Cohin    | Radical   | Maire de La Ferté-Bernard                                                                                   |
| 1911                                     | 1925         | Victor Tafforeau | Radical   | Négociant, maire de Souvigné-sur-Même                                                                       |
| 1925                                     | 1940         | Louis Rigot      | Radical   | Agriculteur, maire de Villaines-la-Gonais                                                                   |
| 1940                                     |              |                  |           | Les conseils d'arrondissement ont été suspendus par la loi du 12 octobre 1940 et n'ont jamais été réactivés |
| Les données manquantes sont à compléter. |              |                  |           | |

### Conseillers généraux de 1833 à 2015
| Période | Période                   | Identité                                                          | Étiquette           | Qualité |
| ------- | ------------------------- | ----------------------------------------------------------------- | ------------------- | --- |
| 1833    | 1842                      | Isidore Clotté                                                    |                     | Pharmacien, maire de La Ferté-Bernard (1830-1836)                                                                                                  |
| 1842    | 1852                      | Athanase Cohin                                                    |                     | Négociant, maire de Cherré |
| 1852    | 1861                      | Ulysse Benjamin Chancerel (1796-1879)                             |                     | Juge de paix et notaire à La Ferté-Bernard |
| 1861    | 1862 (décès)              | Armand Chapelle, marquis de Jumilhac duc de Richelieu (1808-1862) |                     | Propriétaire, maire de Cherré |
| 1862    | 1871                      | Alphonse Leret d'Aubigny                                          | Majorité dynastique | Ancien sous-préfet, député (1857-1870) |
| 1871    | 1883                      | Victor Louis Chevalier (1830-1896)                                | Droite              | Maire de Saint-Antoine-de-Rochefort |
| 1883    | 1925                      | Émile Sénart (1847-1928),                                         | Conservateur        | Président de la Société asiatique, membre de la Commission archéologique de l'Indo-Chine, membre de l'Institut, propriétaire à Cherreau et à Paris |
| 1925    | 1931                      | Victor Tafforeau                                                  | Rad.                | Négociant à Teloché, maire de Souvigné-sur-Même, conseiller d'arrondissement                                                                       |
| 1931    | 1941 (démission d'office) | Georges Desnos                                                    | Rad.                | Maire de La Ferté-Bernard (1910-1941 et 1944), révoqué par le gouvernement de Vichy                                                                |
|         |                           |                                                                   |                     | |
| 1943    | 1945                      | Raoul Bellanger                                                   | ?                   | Imprimeur, maire de La Ferté-Bernard (1941-1944), nommé conseiller départemental en 1943                                                           |
|         |                           |                                                                   |                     | |
| 1945    | 1970                      | Louis Rigot (1887-1979)                                           | Rad.                | Agriculteur Maire de Villaines-la-Gonais, ancien conseiller d'arrondissement                                                                       |
| 1970    | 1982                      | Émile Bénard                                                      | CD puis UDF-PR      | Pharmacien à La Ferté-Bernard |
| 1982    | 2001                      | Pierre Coutable                                                   | DVD                 | Commerçant, maire de La Ferté-Bernard (1975-2008)                                                                                                  |
| 2001    | 2015                      | Charles Somaré                                                    | DVD                 | Agent immobilier, maire de Cherré jusqu'en 2001 |

Le canton participe à l'élection du député de la cinquième circonscription de la Sarthe.
Pierre Coutable a été nommé conseiller général honoraire du canton par arrêté préfectoral du 7 janvier 2003.

### Représentation à partir de 2015
| Période élective | Période élective | Mandat | Mandat   | Identité             | Nuance | Nuance | Qualité |
| ---------------- | ---------------- | ------ | -------- | -------------------- | ------ | ------ | --- |
| 2015             | 2021             | 2015   | 2021     | Jean-Carles Grelier  |        | DVD    | Avocat, maire de La Ferté-Bernard (2008-2017), président de la communauté de communes, ancien suppléant du député Dominique Le Mèner, député (depuis 2017) |
| 2015             | 2021             | 2015   | 2021     | Marie-Thérèse Leroux |        | DVD    | Assistante sociale, maire du Luart (2001-2020), 7e vice-présidente du conseil départemental                                                                |
| 2021             | 2028             | 2021   | en cours | Jean-Carles Grelier  |        | DVC    | Conseiller sortant, membre de SL, député Renaissance |
| 2021             | 2028             | 2021   | en cours | Marie Thérèse Leroux |        | DVD    | Conseillère sortante, 5e vice-présidente du conseil départemental                                                                                          |

### Résultats détaillés

#### Élections de mars 2015
À l'issue du 1er tour des élections départementales de 2015, deux binômes sont en ballottage : Jean-Carles Grelier et Marie-Thérèse Leroux (DVD, 51,06 %) et Elisabeth de Bourqueney et Jean-Jacques L'Hôte (FN, 27,69 %). Le taux de participation est de 50,06 % (8 989 votants sur 17 955 inscrits) contre 49,74 % au niveau départemental et 50,17 % au niveau national.
Au second tour, Jean-Carles Grelier et Marie-Thérèse Leroux (DVD) sont élus avec 68,7 % des suffrages exprimés et un taux de participation de 49,97 % (5 521 voix pour 8 972 votants et 17 955 inscrits).
Jean-Carles Grelier a quitté LR et est membre d'Agir, la droite constructive, puis de Soyons libres, mouvement de Valérie Pécresse.

#### Élections de juin 2021
Le premier tour des élections départementales de 2021 est marqué par un très faible taux de participation (33,26 % au niveau national). Dans le canton de la Ferté-Bernard, ce taux de participation est de 30,48 % (5 588 votants sur 18 333 inscrits) contre 29,78 % au niveau départemental. À l'issue de ce premier tour, deux binômes sont en ballottage : Jean-Carles Grelier et Marie Thérèse Leroux (Union au centre et à droite, 55,68 %) et Anne-Marie Fouquet et Gilbert Zentar (RN, 18,94 %).
Le second tour des élections est marqué une nouvelle fois par une abstention massive équivalente au premier tour. Les taux de participation sont de 34,36 % au niveau national, 30,67 % dans le département et 30,82 % dans le canton de la Ferté-Bernard. Jean-Carles Grelier et Marie Thérèse Leroux (Union au centre et à droite) sont élus avec 77,68 % des suffrages exprimés (4 048 voix pour 5 652 votants et 18 336 inscrits),,.

## Composition

### Composition avant 2015

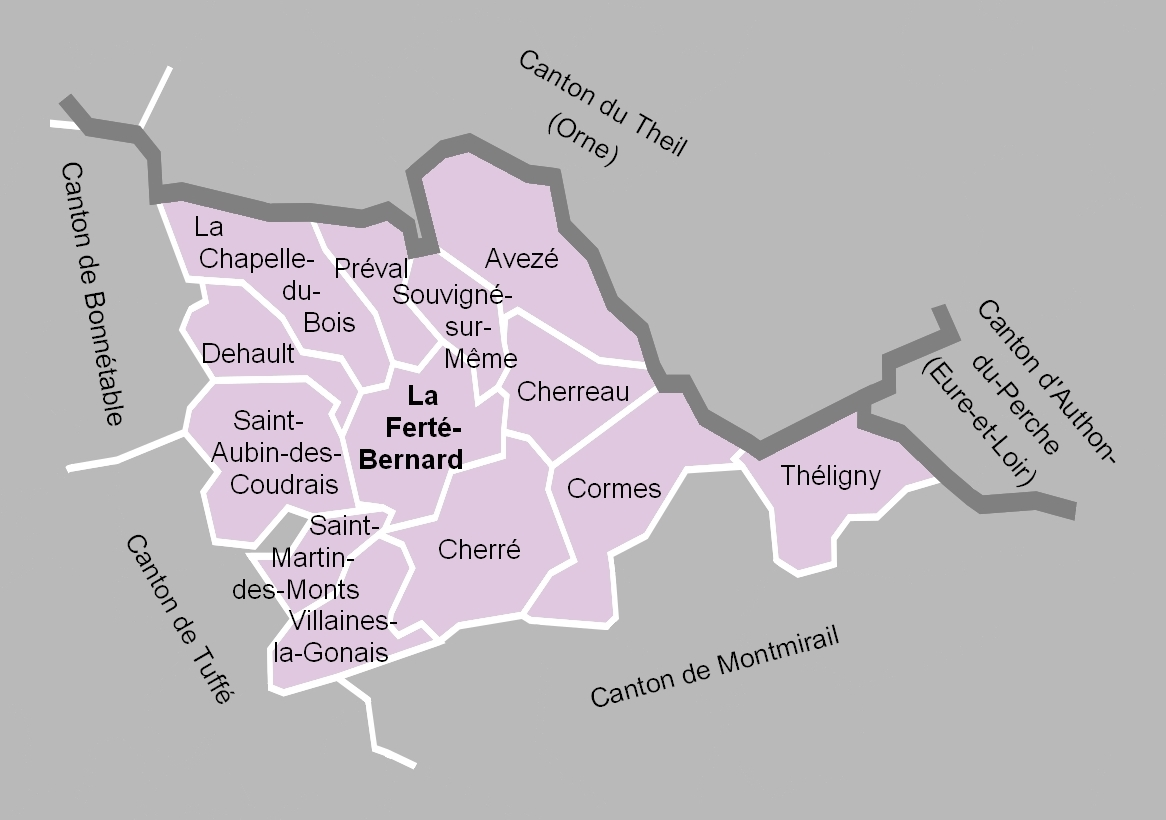
La carte des communes de l'ancien canton. Les cantons limitrophes étaient ceux du Theil, d'Authon-du-Perche, de Montmirail, de Tuffé et de Bonnétable.

Situation du canton dans l'arrondissement de Mamers.

Le canton de la Ferté-Bernard regroupait treize communes.
| Nom                          | Code Insee | Codepostal | Superficie (km2) | Population (dernière pop. légale) | Densité (hab./km2) |
| ---------------------------- | ---------- | ---------- | ---------------- | --------------------------------- | ------------------ |
| La Ferté-Bernard (chef-lieu) | 72132      | 72400      | 14,96            | 9 074 (2012)                      | 607                |
| Avezé                        | 72020      | 72400      | 20,81            | 750 (2012)                        | 36                 |
| La Chapelle-du-Bois          | 72062      | 72400      | 16,53            | 892 (2012)                        | 54                 |
| Cherré                       | 72080      | 72400      | 18,73            | 1 708 (2010)                      | 91                 |
| Cherreau                     | 72081      | 72400      | 11,64            | 858 (2010)                        | 74                 |
| Cormes                       | 72093      | 72400      | 19,00            | 894 (2012)                        | 47                 |
| Dehault                      | 72114      | 72400      | 8,94             | 275 (2012)                        | 31                 |
| Préval                       | 72245      | 72400      | 7,62             | 668 (2012)                        | 88                 |
| Saint-Aubin-des-Coudrais     | 72267      | 72400      | 17,42            | 947 (2012)                        | 54                 |
| Saint-Martin-des-Monts       | 72302      | 72400      | 5,72             | 178 (2012)                        | 31                 |
| Souvigné-sur-Même            | 72342      | 72400      | 6,28             | 181 (2012)                        | 29                 |
| Théligny                     | 72353      | 72320      | 14,31            | 221 (2012)                        | 15                 |
| Villaines-la-Gonais          | 72375      | 72400      | 10,34            | 537 (2012)                        | 52                 |

À la suite du redécoupage des cantons pour 2015, toutes les communes sont à nouveau rattachées au canton de la Ferté-Bernard auquel s'ajoutent les treize communes du canton de Tuffé.

#### Ancienne commune
La commune de Saint-Antoine-de-Rochefort, absorbée en 1886 par La Ferté-Bernard, était la seule commune supprimée, depuis la création des communes sous la Révolution, incluse dans le territoire du canton de la Ferté-Bernard antérieur à 2015. La commune de Cherré, absorbée en même temps, reprend son indépendance deux ans plus tard.

### Composition depuis 2015
Lors du redécoupage de 2014, le canton comptait vingt-six communes entières.
À la suite de la création des communes nouvelles de Tuffé Val de la Chéronne au 1er janvier 2016 et de Cherré-Au au 1er janvier 2019, le canton comprend désormais vingt-quatre communes entières.
| Nom                                      | Code Insee | Intercommunalité                 | Superficie (km2) | Population (dernière pop. légale) | Densité (hab./km2) | Modifier                                    |
| ---------------------------------------- | ---------- | -------------------------------- | ---------------- | --------------------------------- | ------------------ | ------------------------------------------- |
| La Ferté-Bernard (bureau centralisateur) | 72132      | CC du Pays de l'Huisne Sarthoise | 14,96            | 8 769 (2022)                      | 586                | modifier les données · modifier les données |
| Avezé                                    | 72020      | CC du Pays de l'Huisne Sarthoise | 20,81            | 692 (2022)                        | 33                 | modifier les données · modifier les données |
| Beillé                                   | 72031      | CC du Pays de l'Huisne Sarthoise | 8,48             | 543 (2022)                        | 64                 | modifier les données · modifier les données |
| Boëssé-le-Sec                            | 72038      | CC du Pays de l'Huisne Sarthoise | 11,76            | 534 (2022)                        | 45                 | modifier les données · modifier les données |
| La Bosse                                 | 72040      | CC du Pays de l'Huisne Sarthoise | 10,75            | 153 (2022)                        | 14                 | modifier les données · modifier les données |
| Bouër                                    | 72041      | CC du Pays de l'Huisne Sarthoise | 12,00            | 352 (2022)                        | 29                 | modifier les données · modifier les données |
| La Chapelle-du-Bois                      | 72062      | CC du Pays de l'Huisne Sarthoise | 16,53            | 779 (2022)                        | 47                 | modifier les données · modifier les données |
| La Chapelle-Saint-Rémy                   | 72067      | CC du Pays de l'Huisne Sarthoise | 19,20            | 998 (2022)                        | 52                 | modifier les données · modifier les données |
| Cherré-Au                                | 72080      | CC du Pays de l'Huisne Sarthoise | 30,37            | 2 746 (2022)                      | 90                 | modifier les données · modifier les données |
| Cormes                                   | 72093      | CC du Pays de l'Huisne Sarthoise | 19,00            | 886 (2022)                        | 47                 | modifier les données · modifier les données |
| Dehault                                  | 72114      | CC du Pays de l'Huisne Sarthoise | 8,94             | 250 (2022)                        | 28                 | modifier les données · modifier les données |
| Duneau                                   | 72122      | CC du Pays de l'Huisne Sarthoise | 12,82            | 1 076 (2022)                      | 84                 | modifier les données · modifier les données |
| Le Luart                                 | 72172      | CC du Pays de l'Huisne Sarthoise | 12,23            | 1 454 (2022)                      | 119                | modifier les données · modifier les données |
| Préval                                   | 72245      | CC du Pays de l'Huisne Sarthoise | 7,62             | 669 (2022)                        | 88                 | modifier les données · modifier les données |
| Prévelles                                | 72246      | CC du Pays de l'Huisne Sarthoise | 4,81             | 193 (2022)                        | 40                 | modifier les données · modifier les données |
| Saint-Aubin-des-Coudrais                 | 72267      | CC du Pays de l'Huisne Sarthoise | 17,42            | 916 (2022)                        | 53                 | modifier les données · modifier les données |
| Saint-Denis-des-Coudrais                 | 72277      | CC du Pays de l'Huisne Sarthoise | 7,00             | 113 (2022)                        | 16                 | modifier les données · modifier les données |
| Saint-Martin-des-Monts                   | 72302      | CC du Pays de l'Huisne Sarthoise | 5,72             | 172 (2022)                        | 30                 | modifier les données · modifier les données |
| Sceaux-sur-Huisne                        | 72331      | CC du Pays de l'Huisne Sarthoise | 11,76            | 584 (2022)                        | 50                 | modifier les données · modifier les données |
| Souvigné-sur-Même                        | 72342      | CC du Pays de l'Huisne Sarthoise | 6,28             | 160 (2022)                        | 25                 | modifier les données · modifier les données |
| Théligny                                 | 72353      | CC du Pays de l'Huisne Sarthoise | 14,31            | 215 (2022)                        | 15                 | modifier les données · modifier les données |
| Tuffé Val de la Chéronne                 | 72363      | CC du Pays de l'Huisne Sarthoise | 29,16            | 1 669 (2022)                      | 57                 | modifier les données · modifier les données |
| Villaines-la-Gonais                      | 72375      | CC du Pays de l'Huisne Sarthoise | 10,34            | 517 (2022)                        | 50                 | modifier les données · modifier les données |
| Vouvray-sur-Huisne                       | 72383      | CC du Pays de l'Huisne Sarthoise | 3,34             | 131 (2022)                        | 39                 | modifier les données · modifier les données |
| Canton de la Ferté-Bernard               | 7205       |                                  | 315,61           | 24 571 (2022)                     | 78                 | modifier les données                        |

## Démographie

### Démographie avant 2015
| 1962   | 1968   | 1975   | 1982   | 1990   | 1999   | 2006   | 2011   | 2012   |
| ------ | ------ | ------ | ------ | ------ | ------ | ------ | ------ | ------ |
| 11 087 | 12 180 | 13 985 | 15 262 | 15 748 | 16 139 | 16 974 | 17 284 | 17 251 |

### Démographie depuis 2015
En 2022, le canton comptait 24 571 habitants, en évolution de −1,07 % par rapport à 2016 (Sarthe : −0,25 %, France hors Mayotte : +2,11 %).
| 2013   | 2018   | 2022   |
| ------ | ------ | ------ |
| 25 148 | 24 794 | 24 571 |